# 暗喻幻想：ReFantazio
《暗喻幻想：ReFantazio》是一款於2024年10月11日在PlayStation 4、PlayStation 5、Microsoft Windows和Xbox Series X/S平台發行的電子角色扮演遊戲。本作是Studio Zero自2016年成立以來開發的第二款遊戲，由Atlus發行。本作由《女神異聞錄》系列總監橋野桂、角色設計師副島成記和作曲家目黑將司共同製作。前身的名字为《PROJECT Re FANTASY》。

## 遊戲玩法
本作的戰鬥是名為「速戰＆小隊戰」的系統，能自由切換在迷宮內移動時對敵人直接攻擊且根據不同「原型」而攻擊方式有差異的「速戰」或透過指令進行最多4人戰鬥的「小隊戰」。「妖精之眼」是夥伴妖精嘉莉卡的能力，此能力能夠感測周遭狀況並了解敵人的危險度等資訊。

## 概要

### 背景設定
本作故事發生在幻想世界中由三個國家組成的聯合王國，其名為「悠克洛尼亞」聯合王國。「悠克洛尼亞」聯合王國由八大種族組成，包括「克雷瑪族」、「盧桑特族」、「羅格族」、「伊修奇亞族」、「倪迪亞族」、「派里巴斯族」、「優吉芙族」、「姆茲塔力族」以及非常稀有的种族「艾爾達族」。儘管努力讓各族群平等團結，但歧視仍然猖獗，其中以艾爾達族遭受的歧視最為嚴重。王國中的主要勢力包括由教皇弗丹領導的國教聖教會、與之對立並推崇社会达尔文主义、無神論和精英主義的路易·古亞貝倫將軍、以及自王子被詛咒便一直守護著他的反抗軍。在擁有「王之魔法」唯一權限的國王希適婁岱五世去世後，由於沒有繼承人，因此國家在緊張的政治局勢中陷入混亂。與此同時，國家也受到神秘怪物「源人」的威脅。
主角是艾爾達族的少年，預設名為威爾。他因種族原因而被視為沾染禁忌魔法的傳承並被社會排斥，飽受歧視和偏見。他的同伴是妖精嘉莉卡，憑藉對魔法知識的了解以及使用「妖精之眼」感知魔法動力源「魔古拉」的能力協助威爾。威爾為了解除童年好友兼悠克洛尼亞王國王子身上的詛咒而踏上旅程。威爾和其他隊伍成員在旅程中獲得召喚「原型」的力量。

### 情節
悠克洛尼亞國王希適婁岱五世被路易·古亞貝倫將軍暗殺。主人公和嘉莉卡受反抗軍的派遣，前往尋找羅格傭兵亞爾維德·葛萊亞斯。在任務途中，主人公遇到克雷瑪族的前貴族雷昂·斯特羅爾，兩人共同對抗一名名為「源人」的敵人。戰鬥中，主人公覺醒「原型」力量並與斯特羅爾聯手擊敗敵人。隨後，他們遇見葛萊亞斯並在夜晚紮營休息。在睡夢中，主人公被送到名為「學院」的孤立領域，在那遇見神秘的作家摩爾。
葛萊亞斯曾目睹王子遇襲的那一晚，他推斷是路易施下詛咒並認為殺死路易便可以解除王子的詛咒。回到王都古蘭·特拉多後，他們計劃在國王的葬禮上暗殺路易。在葬禮上，路易宣稱其拥有王位繼承權，而希適婁岱五世的靈魂透過「王之魔法」宣布，王位繼承人將透過民眾投票決定。此时葛萊亞斯試圖襲擊路易，但被「王之魔法」阻止並被捆綁。路易趁此機會殺死葛萊亞斯，並派遣「屍體操控者」瑟席安·左巴到宮殿地下尋找王家象徵的「王錫」。主人公和斯特羅爾招募曾效忠於王子的前王族禁衛、盧桑特族的艾潔琳·侯根堡，並聯手擊敗左巴。隨後，隊伍決定參加由弗丹和聖教府組織的「王權競技會」以獲取路易的信任，從而滲透其核心圈子並偷取詛咒魔法的設計圖。
「王權競技會」發布的第一個任務是要求獲得任意怪物的頭顱，經過討論後主人公的隊伍決定取下綁架兒童的叛逃騎士羽伊邪命·諾克托爾的頭顱。他們與騎士的對峙中，發現因自己的孩子被謀殺而心碎的聖教司祭喬安娜·卡蓮杜拉實際上是將鎮上孩子投餵給「源人」並嫁禍於羽伊邪命的兇手。在羽伊邪命的勸說下，喬安娜承認了自己的罪行。在喬安娜被聖教會處決後，路易接受了主人公的請求，並願意讓他效力。在路易舉辦的晚會上，主人公偷走詛咒魔法的設計圖，並招募倪迪亞族的歌姬兼潛伏于路易麾下的反抗軍成員茱亞妮·希格納斯。
「王權競技會」發布的第二個任務是從「異教徒」之地取回神器。主人公與路易的親信派里巴斯族兄弟菲德利歐和巴吉利歐·瑪格納斯一同前往畢爾迦島尋找長矛神器「龍神之槍」。在一座古老的神殿中，主人公等人拯救姆茲塔力族巫女悠法希亞·艾忒蕾卡的過程中發現與現今文明相差巨大的「舊世界」的星宿之都。除此之外，他們還寻获能夠避开「王之魔法」的「龍神之槍」。隨後，主人公等人給予路易「龍神之槍」的贗品，並用真「龍神之槍」殺死路易，但路易死後他們卻發現王子依舊昏迷不醒，因此猜測詛咒王子的幕後黑手可能是弗丹。後來弗丹用「龍神之槍」攻擊假死的路易但無效，因為弗丹使用的是贗品，而路易則用真正的「龍神之槍」殺死弗丹。弗丹死後，路易打算將現場的所有人殺害，菲德利歐為保護無辜的聖職者而犧牲，巴吉利歐也因此與路易斷絕關係並為了替兄長報仇而加入主人公等人。
在艾爾達古仙鄉中，主人公等人發現是左巴殺死了王子，而王子母親的靈魂與主人公心念，揭示主人公實際上是王子希望改變世界的夢想化身。在主人公與王子的身體融合後，他們得知「舊世界」的「原人」發現「魔古拉」並將其用於戰爭而毀滅，而過度接觸「魔古拉」的「原人」變異成「源人」怪物，而倖存者則分化為各種族，艾爾達族則是「原人」的直接後裔。

## 開發

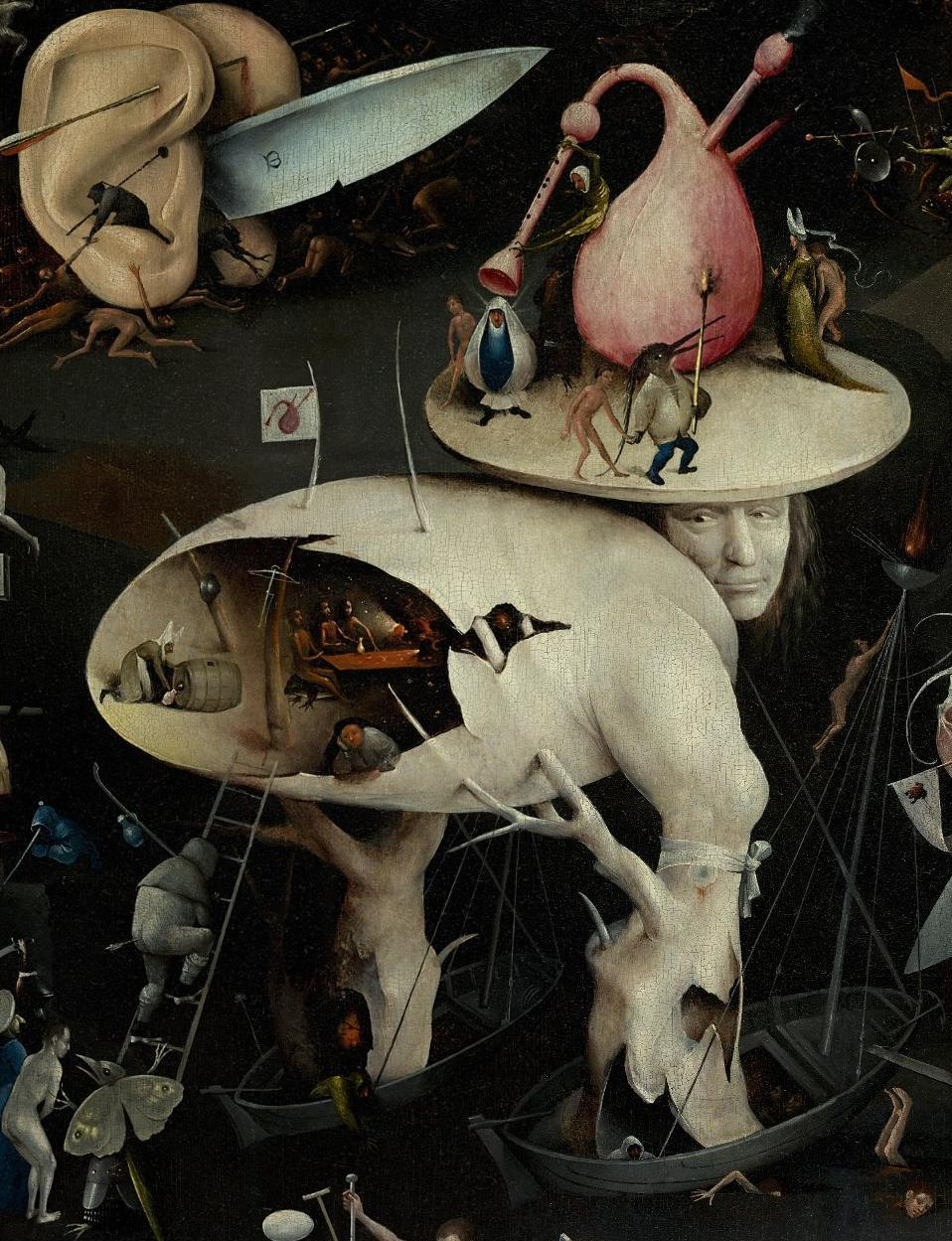
遊戲中的怪物「源人 (Note: 日文讀音和“人間”相同，意指人類。)」是受到中世紀畫家耶罗尼米斯·博斯的影響（圖中來自《人间乐园》）

本作總監橋野桂是曾作為導演參與Atlus的代表系列《女神轉生》、2003年的《真·女神轉生III—Nocturne》、2004年的《數位惡魔傳說 天魔變》、2006年的《女神異聞錄3》和2008年的《女神異聞錄4》，他同時也是Atlus的第二個創意製作部門的創意製作人。2016年9月，《女神異聞錄5》在日本發行後，遊戲製作人橋野桂宣布計劃離開開發團隊並卸任《女神異聞錄》系列的相關職責。橋野桂表示會離開是因為他認為《女神異聞錄5》的創意方向發生轉變，因此個人希望探索其他項目。2016年12月19日，日本Atlus宣布橋野桂正在公司內部成立名為Studio Zero的新開發工作室。後來Studio Zero宣布首個項目《PROJECT Re FANTASY》，並正式定名為《暗喻幻想：ReFantazio》。
本作由《女神異聞錄》系列角色設計師副島成記、音樂作曲家目黑将司、製作人吉澤潤一、編劇田中裕一郎，以及遊戲設計師木戸梓和後藤健一參與製作。隨著遊戲公佈，日本刊物《週刊Fami通》採訪包括橋野桂和Atlus公司董事平岡直人在內的對象。平岡在採訪中表示成立Studio Zero的目標是“追求更高的目標”且能夠獨立於開發《女神轉生》和《女神異聞錄》系列之外的原創項目，並強調《PROJECT Re FANTASY》作為Atlus全新IP的重要性。由於公司內感興趣的核心人員當時一度在負責其他項目而受阻，因此橋野桂在完成《女神異聞錄5》後會被選為該項目創意製作人和遊戲導演。
橋野桂解釋Studio Zero的目的是創造一個傳統奇幻美學的角色扮演遊戲，為了與對主流的奇幻題材更為熟悉的開發者形成對比，他反思自己對公司創造現代背景RPG而獲得聲譽的認識。平岡也提及副島成記和目黑將司是“不可或缺”的《女神異聞錄》團隊成員並且將繼續在P-Studio擔任各自的崗位，但橋野桂和自己都希望他們的才華能為另一個項目服務，因此邀請他們加入Studio Zero和參與本作。12月23日，Atlus正式開設Studio Zero的官方網站，並發表由橋野桂、該工作室與《PROJECT Re FANTASY》成員的序文。此時，Atlus也在當地招募更多包括程序員、規劃師和設計師的員工加入遊戲的開發。
2017年12月，第二支遊戲的概念視頻發布，Studio Zero也趁機宣布為PlayStation 4和PlayStation Vita開發《凱薩琳 Full Body》的增強重製版。在預告片發布的同時，儘管預告片是暗示遊戲本身的元素，橋野桂仍發布一條新的開發者消息，表示團隊“正處於開發中期”，尚未能夠透露遊戲玩法的具體內容。在之後的訪談中，橋野桂表示他將於2018年2月在日本發行《Full Body》後，分享更多關於本作的資訊。在2019年11月的《Game Informer》期刊中，副島成記贊同參與開發本作的熱情，並描述該如何定義“幻想是什麼以及我們該如何將意義深長的幻想遊戲帶入這個世界中？”的挑戰。他還表示團隊正在朝著遊戲已經確定的方向。2021年7月，平岡直人在《週刊Fami通》的第二次採訪中分享關於遊戲進展的軼事，表示“《PROJECT Re FANTASY》正在一點一滴地推進，我們希望在適當的時機推出。”

### 劇情與主題
橋野桂表示為了探索理想的幻想世界與現實世界之間的差異，而其中實現平等的目標是無法實現的，因此他構思本作的敘事和設定時想到的主要關鍵字是「乌托邦」。橋野桂和寫作團隊考慮正義和理性等主題的不同視角，並希望創造一個人物角色不遵循道德正確或錯誤的嚴格價值觀的世界，致使他們偏離《女神異聞錄》系列中先前所呈現“不言而喻的動態”。儘管橋野桂希望大程度地偏離《女神異聞錄》遊戲中探討的衝突和主題，但仍希望保留類似《女神異聞錄》系列由玩家主導體驗另一個世界的校園生活的感覺，同时也希望這種體驗是有設定活動間隔的旅行而不是一場漫長的旅行。遊戲故事中探索的另一個主題是個人焦慮，角色故事線圍繞著“認識他們的內在力量，並透過與他人的聯繫，克服他們的焦慮和恐懼”。本作首席情景策劃田中裕一郎延續由橋野桂執導的《女神異聞錄》遊戲中的職責，並從現實世界的政治衝突中獲得靈感。田中裕一郎和編劇團隊設計「悠克洛尼亞」聯合王國的部落系統源自於人們應對焦慮的不同方式，不同的社區以不同的方式應對他們的恐懼。本作為了維持情境的真實性而摒棄《女神異聞錄》系列中允許主角與隊友發展浪漫關係的社交機制。橋野桂表示本作是以成人為中心的敘事和王位選舉作為背景，其中強化聯繫主要來自於悠克洛尼亞各地區的支持，因此會優先考慮社區對主角的支持，而不是“你來我往的浪漫”。
在接受《华盛顿邮报》採訪時，橋野桂將有關遊戲故事如何“希望並為我們只能想像的未來奮鬥”的問題描述為“真正觸及核心”。隨後，橋野將希望描述為“朝著某種未定義且無法由你或任何人決定的事物前進”，並表示他希望玩家的遊戲體驗能夠激勵人們反思自己的生活。

### 藝術設計
《暗喻幻想：ReFantazio》是橋野桂執導的新系列RPG首作。雖然本作設定在樸實無華的方形石砌建築和羊皮纸地圖的中世紀幻想世界中，但使用了和風度翩翩的高中生類似的酷炫風格來展現傳統RPG元素。從裝備到在世界地圖上探索的介面設計都經過精心設計與極限改造。其中結算畫面是以煉金術的眼球從高角度以類似《落水狗》的慢镜头俯瞰你的小隊行走在喷洒的颜料上，而「原型」的升級選單介面是以维特鲁威人倒映在苦艾酒的水坑中。

### 音樂
音樂由曾為《女神異聞錄》系列作曲的目黑将司作曲。遊戲音樂融合了寧靜的古典音乐和宏偉的交響曲，而歌詞是用世界語編寫，並由一位佛教寺廟的住持本良敬典吟誦。關於本良敬典吟誦的部分，目黑將司表示如何將宗教音樂元素加入遊戲，他想到類似誦經的吟唱風格，並認為與遊戲的主題完美契合。目黑將司还表示能够呈现这一元素的歌手，只有他偶然发现是寺庙住持外，同时也是經文與爵士樂融合的「Nam Jazz Experiment」成员的本良敬典。

## 宣發與發行
2023年6月，本作在微软的Xbox遊戲展示會上發表，並計畫在Microsoft Windows和Xbox Series X/S平台發行。同月，由《女神異聞錄 跟蹤狂俱樂部》主持的“特別慶祝直播”在YouTube上播出，直播中確認PlayStation 4和PlayStation 5的平台開發。2023年12月，第二支預告片在游戏大奖預覽中展示更多的遊戲玩法、角色和劇情。同月，發行商也在年底直播中邀請本作的日本聲優，並公佈更多故事、角色和遊戲玩法的細節。從2024年4月起，Atlus舉辦一系列專門介紹遊戲各方面的“ATLUS獨家”直播。2024年6月，第二支以遊戲中各種「原型」為主題的預告片“Awaken”和第二次ATLUS獨家直播同時發布，並在同年7月發布完整故事的預告片。2024年8月下旬，第三支以選舉系統為主的預告片“Travel Beyond Fantasy”在線上發布。同月也發布第四支“悠克洛尼亞聯合王國”的預告片。
2024年6月，本作首個可供試玩的演示版本於ATLUS Fes上展示，其中玩家可以體驗遊戲故事中的三個獨立場景，分別為主角覺醒其第一「原型」的情節、早期地下城以及遊戲中期的頭目戰。同月，演示版也在夏日游戏节上展示。2024年8月，第二個演示版則在Gamescom上向媒體展示，其中包含遊戲第一个小時的敘事和遊戲內容。2024年9月25日，世嘉和Atlus為所有平台發布完整的“序章演示”下載版，以便令玩家體驗包含5小時遊戲時間在内的完整序章章節，其中的內容包括前4個迷宮、 40個可解鎖「原型」中的其中7個，以及6位隊伍成員。演示版的存檔資料可轉移至正式版遊戲。
本作預計於2024年10月11日在PlayStation 4、PlayStation 5、Windows和Xbox Series X/S平台上發行。除了一般版外，也將推出週年紀念版。週年紀念版除了遊戲實體外，還包括一個特別的鐵盒、雙碟原聲帶、美術設定集、金屬徽章、貼紙和悠克洛尼亞聯合王國的布製地圖。數位週年紀念版也和Atlus品牌35週年捆綁，其中包括先前作品的數位歷史書和原聲帶。所有預購玩家將獲得內含各種用於首輪遊戲體驗的遊戲初期道具，「原型」經驗值道具套組和旅行資助套組的可下载内容，而週年紀念版和數位週年紀念版也將附帶額外DLC內容的兌換券。

### 可下載內容
本作發售後首日將提供8個“服裝＆戰鬥BGM套組”的可下載內容，其中包括來自Atlus以前的遊戲的服裝和自定義音樂。這些“服裝＆戰鬥BGM套組”包括5款《女神異聞錄》系列、2013年的《真·女神轉生IV》、2021年的《真·女神轉生V》和《世界樹迷宮》系列的套組。

### 其他媒體與衍生作品
2024年9月19日，速汇金的哈斯車隊宣布在2024年新加坡大奖赛期間的F1賽車上與Atlus合作，並為推廣遊戲而展示遊戲主角的設計以及車隊車手尼可拉斯·賀根堡的形象。2024年9月25日，本作的官方推特宣布推出由天野洋一繪製的漫畫改編版，並將在2025年的《V Jump》雜誌上連載。

## 評價
| 汇总媒体             | 得分                                |
| -------------------- | ----------------------------------- |
| Metacritic           | PC：92/100 PS5：94/100 XSXS：92/100 |
| OpenCritic（推荐率） | 99%                                 |

| 媒体                  | 得分  |
| --------------------- | ----- |
| Digital Trends        | 4/5   |
| Eurogamer             | 5/5   |
| GamesRadar+           | 4.5/5 |
| GameSpot              | 10/10 |
| IGN                   | 9/10  |
| PCGamesN              | 9/10  |
| Push Square           | 9/10  |
| Shacknews             | 10/10 |
| VG247                 | 5/5   |
| Video Games Chronicle | 5/5   |
| Fami通                | 37/40 |

本作在评论汇总网站Metacritic獲得“普遍好評”。而OpenCritic則獲得99%的推薦率。

### 發售後
《暗喻幻想：ReFantazio》在發售首日的銷售量達到一百萬份。
2025年6月18日，世嘉飒美集团在管理会议上确认《暗喻幻想：ReFantazio》在2025财年（2024年4月1日至2025年3月31日）的销售量达到两百万份。

### 荣誉
| 年份   | 奖项                     | 类别                         | 结果         | 参考资料      |
| ------ | ------------------------ | ---------------------------- | ------------ | ------------- |
| 2023年 | 日本计算机娱乐供应商协会 | 未來期待獎                   | 獲獎         | [ 70 ]        |
| 2024年 | 日本计算机娱乐供应商协会 | 未來期待獎                   | 獲獎         | [ 71 ]        |
| 2024年 | 金摇杆奖                 | 終極年度遊戲                 | 提名         | [ 72 ] [ 73 ] |
| 2024年 | 金摇杆奖                 | 最佳視覺設計                 | 提名         | [ 73 ] [ 74 ] |
| 2024年 | 游戏大奖                 | 年度遊戲                     | 提名         | [ 75 ] [ 76 ] |
| 2024年 | 游戏大奖                 | 最佳遊戲指導                 | 提名         | [ 75 ] [ 76 ] |
| 2024年 | 游戏大奖                 | 最佳敘事                     | 獲獎         | [ 75 ] [ 76 ] |
| 2024年 | 游戏大奖                 | 最佳美術設計                 | 獲獎         | [ 75 ] [ 76 ] |
| 2024年 | 游戏大奖                 | 最佳原聲/音樂配樂            | 提名         | [ 75 ] [ 76 ] |
| 2024年 | 游戏大奖                 | 最佳角色扮演遊戲             | 獲獎         | [ 75 ] [ 76 ] |
| 2024年 | GameSpot                 | 年度遊戲                     | 獲獎         | [ 77 ]        |
| 2024年 | IGN                      | 年度最佳遊戲                 | 獲獎         | [ 78 ]        |
| 2024年 | IGN                      | RPG年度最佳                  | 獲獎         | [ 78 ]        |
| 2025年 | 纽约游戏奖               | 年度游戏 - 大苹果奖          | 提名         | [ 79 ]        |
| 2025年 | 纽约游戏奖               | 最佳写作 - 赫尔曼·梅尔维尔奖 | 獲獎         | [ 79 ]        |
| 2025年 | 第28届年度D.I.C.E.大奖   | 年度角色扮演游戏             | 獲獎         | [ 80 ] [ 81 ] |
| 2025年 | 第28届年度D.I.C.E.大奖   | 杰出故事                     | 提名         | [ 80 ] [ 81 ] |
| 2025年 | 第25届游戏开发者选择奖   | 年度游戏                     | 提名         | [ 82 ]        |
| 2025年 | 第25届游戏开发者选择奖   | 最佳音频                     | 荣誉提名     | [ 82 ]        |
| 2025年 | 第25届游戏开发者选择奖   | 最佳叙事                     | 獲獎         | [ 82 ]        |
| 2025年 | 第25届游戏开发者选择奖   | 最佳视觉艺术                 | 提名         | [ 82 ]        |
| 2025年 | NAVGTR大奖2024           | 奇幻美术设计                 | 獲獎         | [ 83 ]        |
| 2025年 | NAVGTR大奖2024           | 游戏引擎内镜头设计           | 提名         | [ 83 ]        |
| 2025年 | NAVGTR大奖2024           | 角色设计                     | 提名         | [ 83 ]        |
| 2025年 | NAVGTR大奖2024           | 3D控制设计                   | 提名         | [ 83 ]        |
| 2025年 | NAVGTR大奖2024           | 服装设计                     | 獲獎         | [ 83 ]        |
| 2025年 | NAVGTR大奖2024           | 工程                         | 提名         | [ 83 ]        |
| 2025年 | NAVGTR大奖2024           | 新IP玩法设计                 | 獲獎         | [ 83 ]        |
| 2025年 | NAVGTR大奖2024           | 年度游戏                     | 獲獎         | [ 83 ]        |
| 2025年 | NAVGTR大奖2024           | 原创角色扮演游戏             | 獲獎         | [ 83 ]        |
| 2025年 | NAVGTR大奖2024           | 新IP舞台音乐                 | 獲獎         | [ 83 ]        |
| 2025年 | NAVGTR大奖2024           | 舞台写作                     | 提名         | [ 83 ]        |
| 2025年 | 第21届英国游戏学院奖     | 最佳游戏                     | 入圍初选名单 | [ 84 ] [ 85 ] |
| 2025年 | 第21届英国游戏学院奖     | 艺术成就                     | 入圍初选名单 | [ 84 ] [ 85 ] |
| 2025年 | 第21届英国游戏学院奖     | 音频成就                     | 入圍初选名单 | [ 84 ] [ 85 ] |
| 2025年 | 第21届英国游戏学院奖     | 游戏设计                     | 入圍初选名单 | [ 84 ] [ 85 ] |
| 2025年 | 第21届英国游戏学院奖     | 最佳音乐                     | 入圍初选名单 | [ 84 ] [ 85 ] |
| 2025年 | 第21届英国游戏学院奖     | 最佳叙事                     | 獲獎         | [ 84 ] [ 85 ] |
| 2025年 | 第21届英国游戏学院奖     | 最佳新IP                     | 提名         | [ 84 ] [ 85 ] |

## 外部連結
- 官方网站